# رون هاستروب
رون هاستروب (بالدنماركية: Rune Hastrup)‏ (16 أكتوبر 1991 براندرس في الدنمارك - ) هو لاعب كرة قدم دانمركي في مركز الدفاع. لعب مع نادي راندرس وRanders Sportsklub Freja ‏ وHobro IK ‏.

## روابط خارجية
- رون هاستروب على موقع قاعدة بيانات كرة القدم.إي يو (الإنجليزية)
- رون هاستروب على موقع Soccerway.com (الإنجليزية)